# Darwinia masonii
Darwinia masonii är en myrtenväxtart som beskrevs av Charles Austin Gardner. Darwinia masonii ingår i släktet Darwinia och familjen myrtenväxter. Inga underarter finns listade i Catalogue of Life.